# ولکه ویل
شهر ولکه ویل  در بخش اوسته در ایالت زوریخ در کشور سوئیس واقع شده‌است که ۱۴٬۳۰۰ نفر جمعیت دارد.